# Покотилівка

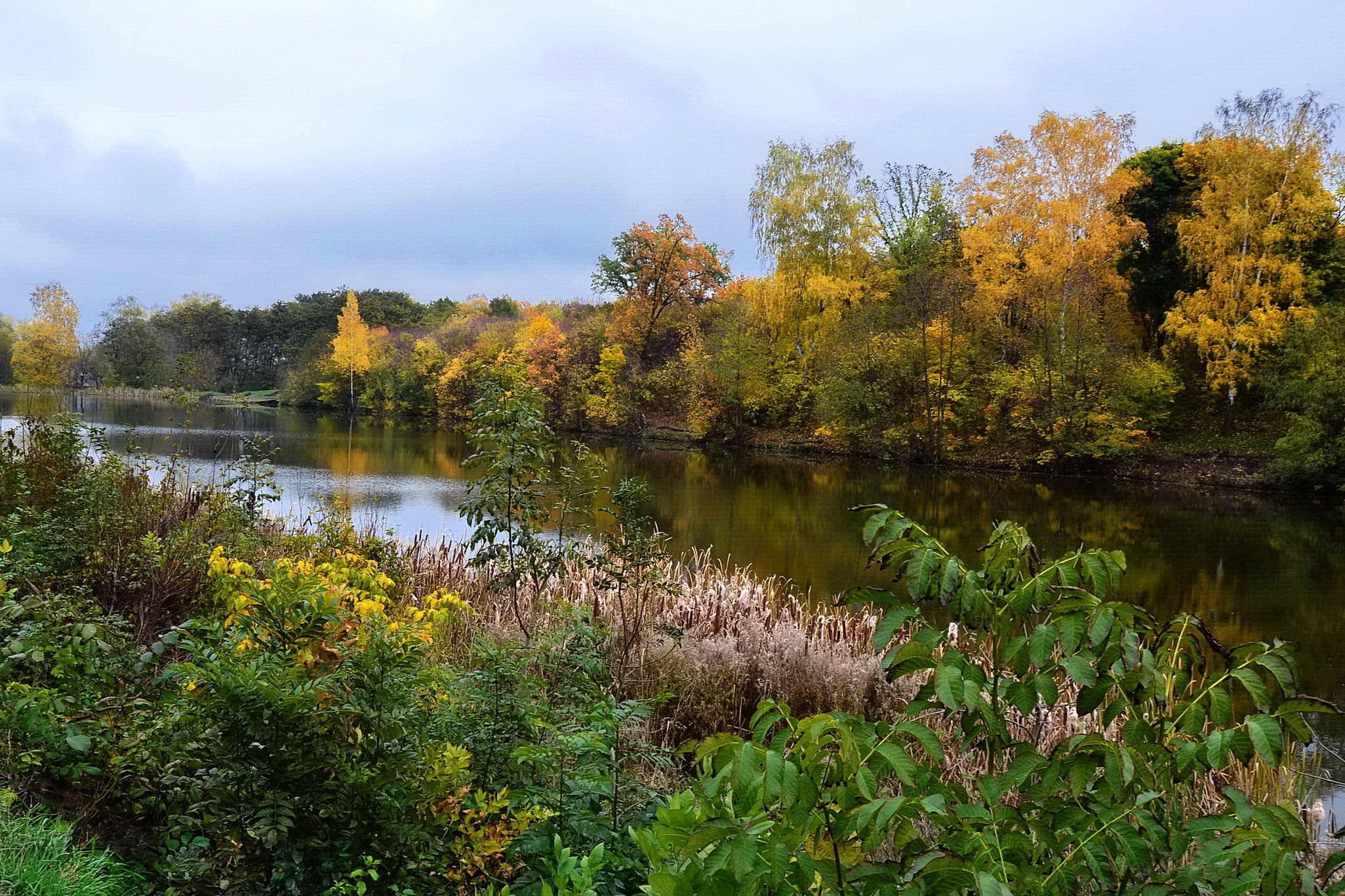
Покотилівський ставок (10 км від Харкова)

Покотилівка — селище (смт з 1938 року) Харківського району Харківської області. Розташоване за 10 км від Харкова, колишній центр селищної ради, площа 513 гектарів, а населення більше 10 тис. мешканців.

## Географічне розташування
Селище міського типу Покотилівка знаходиться на правому березі річки Уда, вище за течією і на протилежному березі розташоване місто Харків, нижче за течією примикає смт Бабаї. Через селище проходить залізниця, станції Покотилівка та Карачівка. Поруч проходить автомобільна дорога М18 (E105).

## Походження назви
Стосовно походження назви існують дві версії. Перша — від українського прізвища «Покотило», друга — від нерівної місцевості, де будувалася станція.

## Населення
- 2001 рік – 10350 осіб;
- 2020 рік – 9394 осіб[2]

### Мова
Розподіл населення за рідною мовою за даними перепису 2001 року:
| Мова            | Кількість | Відсоток |
| --------------- | --------- | -------- |
| російська       | 7193      | 69.50%   |
| українська      | 3029      | 29.27%   |
| вірменська      | 38        | 0.37%    |
| білоруська      | 10        | 0.09%    |
| польська        | 5         | 0.05%    |
| румунська       | 1         | 0.01%    |
| німецька        | 1         | 0.01%    |
| інші/не вказали | 73        | 0.70%    |
| Усього          | 10350     | 100%     |

## Історія
Поблизу Покотилівки, на березі річки Уда, на місці давньоруського міста Донець знаходиться важлива археологічна пам'ятка — Донецьке городище. Саме Донець був першим руським містом, якого досяг князь Ігор Святославич, втікаючи з половецького полону. Про це згадується у всесвітньовідомому «Слові о полку Ігоревім».
Наприкінці XIX століття виникло селище Карачівка, чия назва має пряме відношення до карачівців, що мешкали тут у період російсько-турецької війни. 1869 року поблизу пройшла лінія Курсько-Харківсько-Азовської залізниці. У 80-90 роках XIX століття було збудовано залізничну платформу Карачівка, а неподалік від неї — станцію Покотилівка.
1959 року за рішенням Харківського облвиконкому Карачівка та Покотилівка були об'єднані під спільною назвою Покотилівка. До цього залізничне полотно було розподільчою смугою між двома сусідніми населеними пунктами.
У вересні 2012 року частина селища (вулиці Агрономічна, Вишнева, Молодіжна, Нова, Південна, Радгоспна; провулок Артема) була включена в межі міста Харкова.

## Сьогодення
Коло селища є лісові масиви, сади, річка Уди, два ставки, магістраль Південної залізниці і Сімферопольська автотраса. На території Покотилівки розміщено поліклініку, станцію швидкої медичної допомоги, Харківську районну санітарно-епідеміологічну станцію, аптеку, дошкільний навчальний заклад, ліцей «Промінь», загальноосвітню школу І-ІІ ступенів № 2, станцію юних натуралістів, дві бібліотеки, відділення поштового зв'язку, ощадну касу, Харківський районний суд. Діють комунальне підприємство «Житлокомунсервіспослуга», газова дільниця, водопровідно-каналізаційна філія. З числа виробничих структур — Харківська державна лісовпорядна експедиція «Лісопроект» і лісництво, державне спеціалізоване лісозахисне підприємство «Харківлісозахист». Більшість населення працює або вчиться у Харкові.
У Покотилівці понад 20 багатоповерхових будинків, курсує маршрутне таксі до Харкова.
Розміщується Покотилівський Свято-Покровський монастир отців василіан.

## Пам'ятки

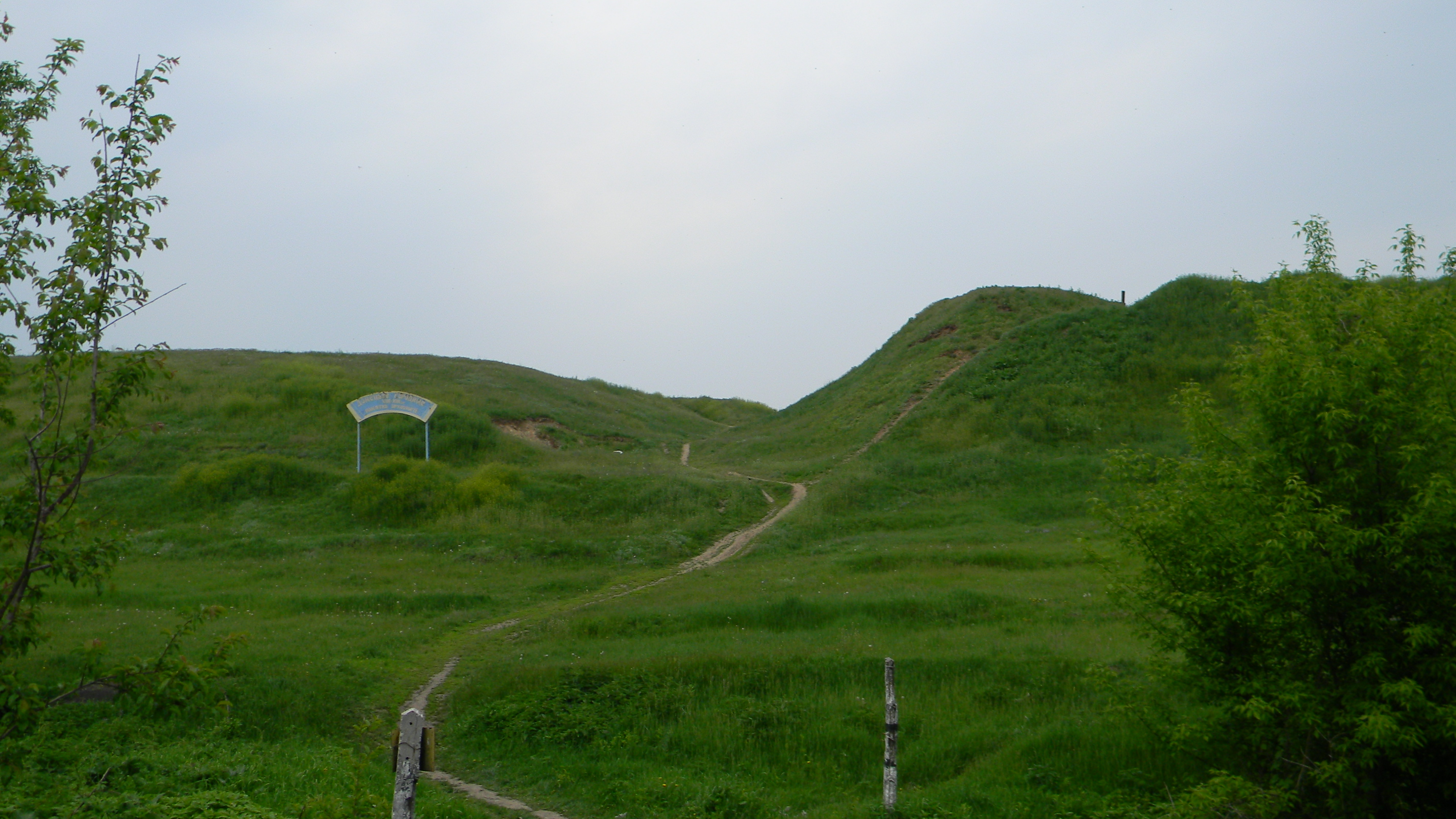
Залишки Донецького городища

У центральному сквері — упорядкована могила радянських воїнів, які загинули у 1943 році при визволенні Покотилівки від німецько-фашистських загарбників.
Поблизу у лісі знаходиться джерело, меморіальна дошка коло якого нагадує, що тут любив бувати український філософ і просвітитель Григорій Савич Сковорода — автор «Байок Харківських».
Донецьке городище — літописне давньоруське місто Донець VIII—XIII ст. н. е., яке згадується в Іпатіївському літописі під 1185 роком і куди, згідно з Іпатіївським літописом, втік з половецького полону князь Новгород-Сіверського князівства Ігор Святославич влітку 1185 або 1186 року.

## Релігія
У селищі діє недавно відбудований православний Свято-Троїцький храм УПЦ МП.
Є громада УГКЦ, заснована 1994 року, котру очолює священик Онуфрій Ріпецький. Діє греко-католицький Свято-Покровський монастир отців Василіян.
З 2008 року у селищі діє чернечий дім (монастир) ордена Кармелітанок Босих Римсько-Католицької Церкви.

## Згадки у мистецтві
В автобіографічній повісті Ізраїля Меттера «П'ятий кут» (1967) згадується, що герой жив улітку у Покотилівці до війни.

## Відомі люди
- Рижов Станіслав Анатолійович (1970—2015) — солдат Збройних сил України, учасник російсько-української війни.